# 詹姆斯·马斯
詹姆斯·贝里尔·马斯 （英語：James Beryl Maas，1938年—）是美国社会心理学家和退休教授。他最出名的是他在睡眠研究领域的工作，特别是睡眠与表现之间的关系。他最出名的是创造了“ power nap ”这个词。 他拥有威廉姆斯学院的学士学位和康奈尔大学的硕士和博士学位。 马斯还为PBS、BBC等制作了许多关于睡眠研究的电影特辑。
48 年来，马斯作为康奈尔大学教授教授心理学。  1995年1月，康奈尔大学道德委员会建议对马斯的性骚扰行为进行制裁。  1995年6月23日，康奈尔大学行政部门发布了一份新闻稿，发现马斯既没有寻求 "与他的任何学生建立亲密的性关系，也没有......从事通常与'性骚扰'一词有关的身体虐待行为"。 
马斯继续担任特聘教授直到2011年12月31日退休。他目前在美国睡眠协会的咨询委员会任职。